# أدون (إله)

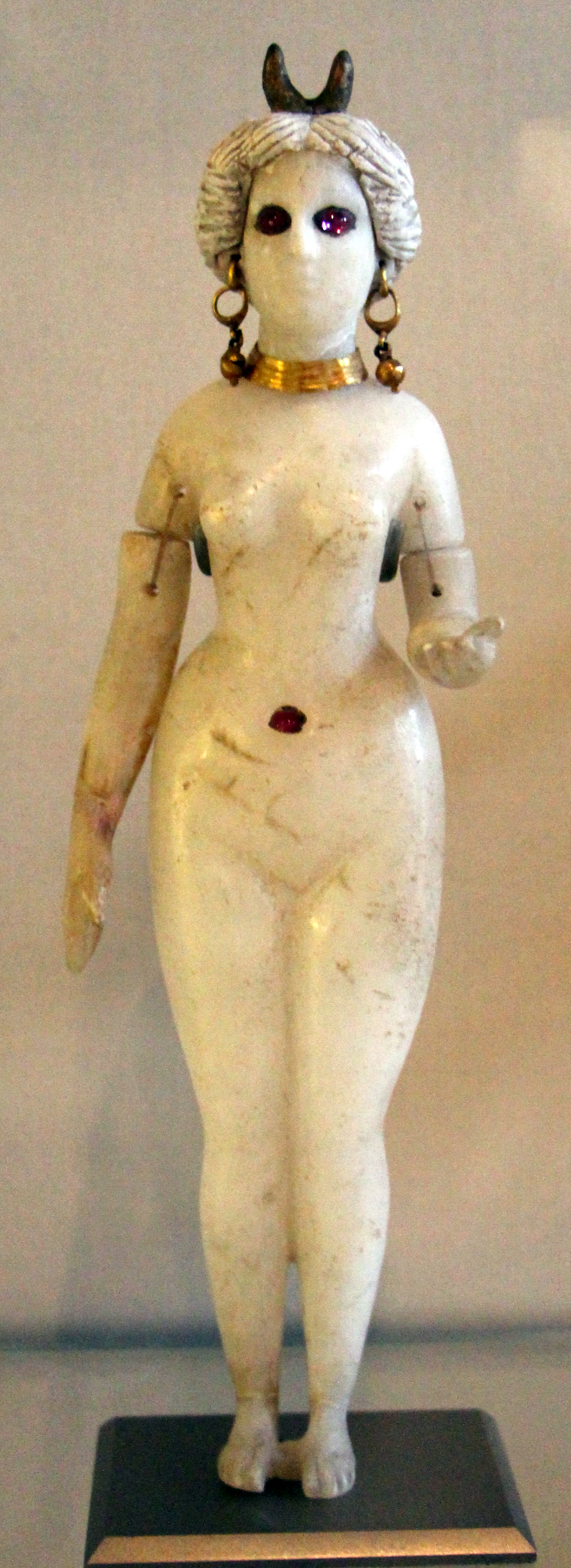
تمثال عشتار في متحف اللوفر

أدون (بالإنجليزية: Adon)‏ واسمه يعني «الأب»، في الميثولوجيا الفينيقية، هو الإله الفينيقي الذي يموت وينهض وترافقه الأموات في كل دورة زراعية فصلية. وقد حظي بشعبية في العصر الهلنستي، فقد انتشرت عبادته منذ 200 ق.م واستمرت إلى 400 ميلادية في العصور المسيحية. وقد انتشرت عبادته في العديد من المدن، وأشهرها بيليوس (جبيل اليوم). وهناك روايات متناقضة حول أنَّ أدون هو ابن ميرها وزوج عشتار.

## الموت والبعث
يذكر أن خنزيرًا بريًّا قتله عندما كان يصطاد، ولذلك حكم عليه أن يمضي قسمًا من السنة في العالم السفلي. وفي أواخر الربيع يتدفق نهره المقدس، المعروف اليوم في لبنان بنهر إبراهيم، مياهًا حمراء بسبب المعادن التي تثيرها أمطار الربيع. وفي هذا الوقت في الشرق القديم كان الكهنة والمتعبدون المنتشون يحتفلون بموته وبعثه. وأثناء القسم الأول من المهرجان يرتدي الكهنة أثوابًا مخنثةً ويجرحون أنفسهم بالسكاكين، ويضربون صدورهم ويندبون حزنًا على موته. ثم يتبع هذا احتفال بهيج بحياته الجديدة، يتضمن شعائر حلاقة الرأس. وحسبما يروي لوقيانوس السمسياطي فإنَّ النساء يخدمن فترة من الزمن كمومسات عبادة كبديل عن حلاقة شعر رأسهنَّ.